# Serhij Jewhłewski
Serhij Jurijowycz Jewhłewski, ukr. Сергій Юрійович Євглевський, ros. Сергей Юрьевич Евглевский , Siergiej Jurjewicz Jewglewski (ur. 3 czerwca 1969) – ukraiński piłkarz, grający na pozycji pomocnika, a wcześniej napastnika.

## Kariera piłkarska

### Kariera klubowa
W 1988 roku rozpoczął karierę piłkarską w klubie Dnipro Czerkasy. W latach 1990–1991 służył w wojskowym klubie SKA Kijów, po czym powrócił do Dnipra Czerkasy. Latem 1994 roku został piłkarzem CSKA-Borysfen Boryspol, skąd na początku następnego roku przeszedł do Prykarpattia Iwano-Frankowsk. Również grał w farm-klubie z Tyśmienicy. Latem 1997 zasilił skład Karpat Lwów. W sezonie 1998/99 również grał w farm-klubie FK Lwów. Latem 2000 powrócił do czerkaskiego klubu. W 2001 zakończył karierę piłkarską w Zirce Kirowohrad.

## Sukcesy i odznaczenia

### Sukcesy klubowe
- brązowy medalista Mistrzostw Ukrainy: 1998